# Liste der Straßen und Plätze in Kiel/M

## Ma

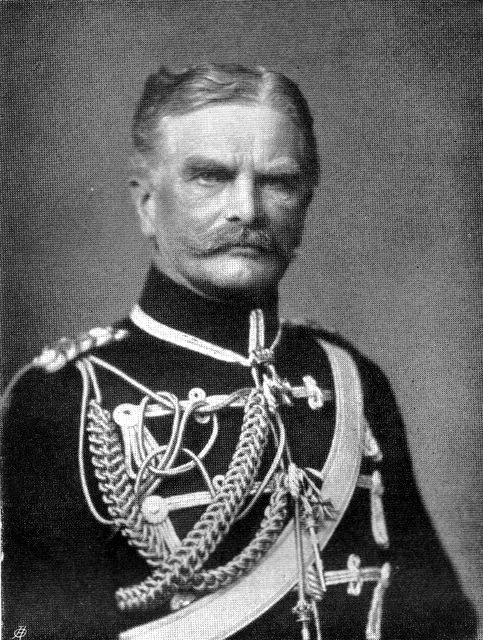
August von Mackensen

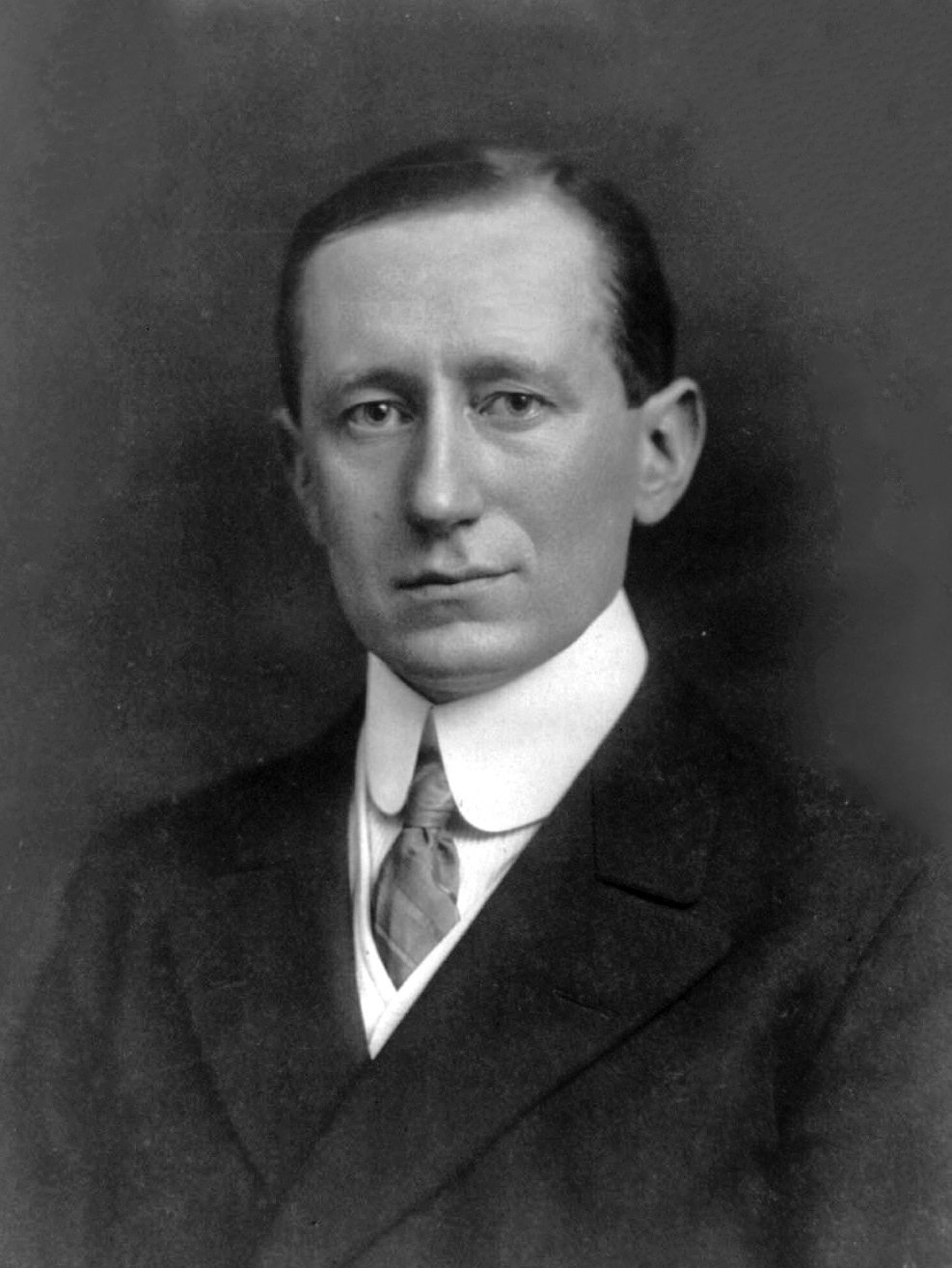
Guglielmo Marconi (um 1907)

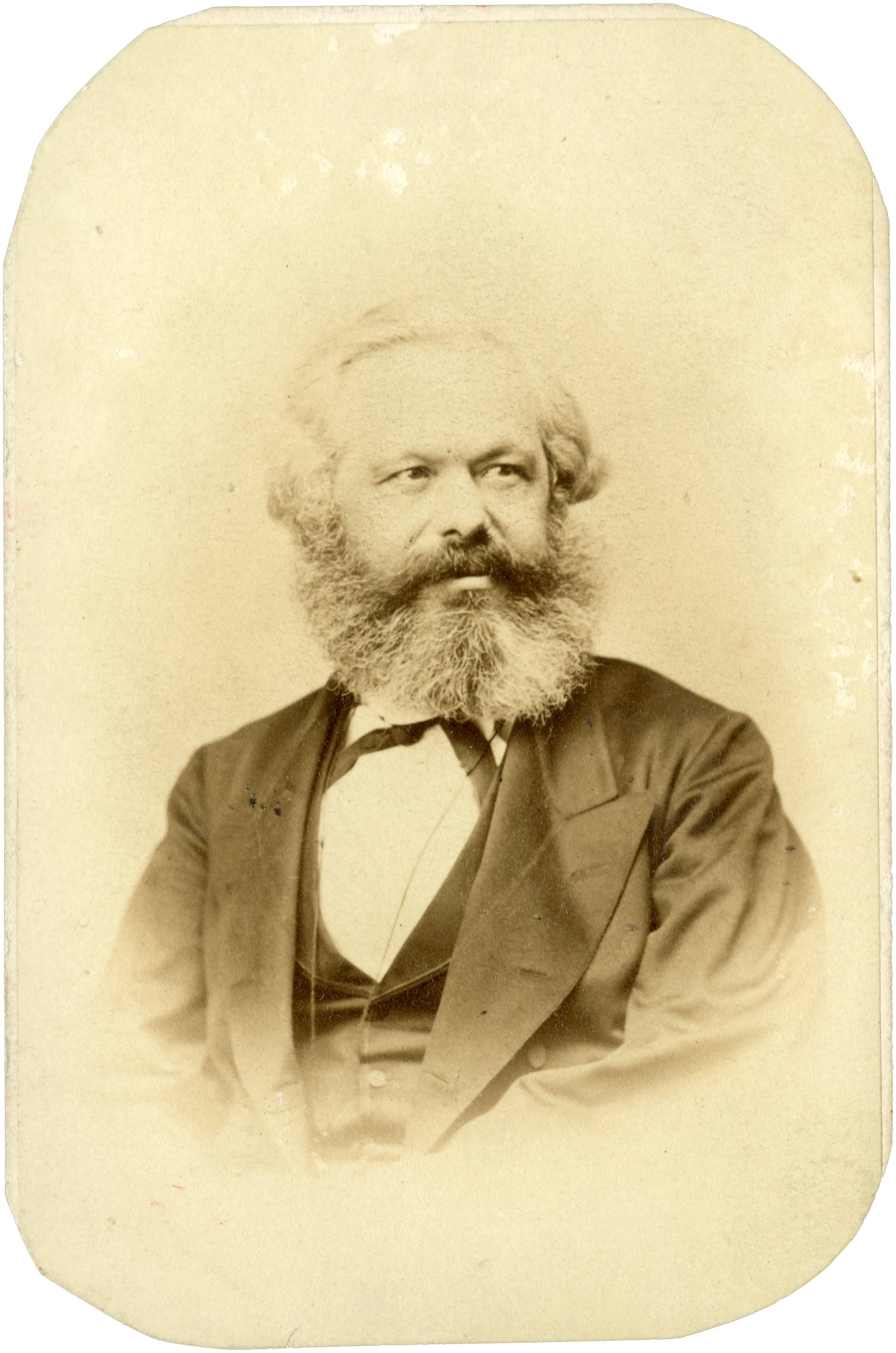
Karl Marx

Maasen, Suchsdorf
2002 nach einer alten Gemarkung benannt.
* Maaßstraße, Wik
1934 ist die Straße im Kasernengelände der Wik in einer Karte der Stadtvermessungsabteilung eingezeichnet, 1947 in Warnemünder Straße umbenannt.
* Mackensenstraße, Kroog
1930 angelegt als Straße P in der Landhaussiedlung Kroog, 1933 nach August von Mackensen in Mackensenstraße umbenannt, 1939 in Werdenfelser Straße umbenannt.
Mählsweg, Holtenau
1922 nach den Besitzern des Mähls-Hofes benannt.
Maklerstraße, Wik
1977 wurde der Name festgelegt, Sitz von Schiffsmaklerfirmen.
Malmöweg, Mettenhof
1968 nach der schwedischen Stadt Malmö benannt.
Mangoldtstraße, Klausbrook (Wik)
1983 nach Hermann von Mangoldt benannt.
Manrade, Steenbek-Projensdorf
1930 nach einer alten Flurbezeichnung benannt.
Marconistraße, Wellsee
1973 nach Guglielmo Marconi benannt.
* Margarethental, Suchsdorf
1949 erstmals im Kieler Adressbuch aufgeführt, 1962 in Am Kanal umbenannt, Gaststätte Margarethental am  NO-Kanal.
Maria-Merian-Straße, Wellsee
1993 nach Maria Sibylla Merian benannt.
Marie-Curie-Straße, Wellsee
1993 nach Marie Curie benannt.
Marienbader Straße, Elmschenhagen
1939 nach der Stadt Marienbad benannt.
* Marienlust, Gaarden-Süd
1875 erstmals im Kieler Adressbuch aufgeführt,
Marienstraße, Ellerbek
1877 wurde die Straße im Prokolltext der Gemeinderatssitzung erwähnt, sie wurde benannt nach der Schwägerin des Ziegeleibesitzers Bleßmann, der die Straße baute.
* Marienstraße, Gaarden-Süd, Hassee
1895 wurde der Name durch den Gemeinderat beschlossen, 1906 wurde die obere Marienstraße in Dorotheenstraße umbenannt, 1910 wurde die restliche Marienstraße in Stormannstraße umbenannt.
* Marienstraße, Wellingdorf
1894 erstmals im Gaardener Adressbuch aufgeführt, 1910 in Stolzestraße umbenannt.
Marienwerderstraße, Wellingdorf
1939 nach der Stadt Marienwerder benannt.
Marinegang, Brunswik
1959 erstmals im Kieler Adressbuch aufgeführt, Verbindungsweg durch ehemaliges Marinegelände.
* Markt, Altstadt
1242 bei der Gründung Kiels 1242 angelegt, 1987 in Alter Markt umbenannt.
* Markt, Neumühlen-Dietrichsdorf
1908 auf dem Kieler Stadtplan eingezeichnet, 1914 erstmals im Kieler Adressbuch aufgeführt, 1925 in Probsteier Platz umbenannt.
Martensdamm, Damperhof, Altstadt
1881 nach Stadtbaumeister Gustav Martens benannt.
Martenshofweg, Hasseldieksdamm
1951 wurde der Name in der Ratsversammlung festgelegt, die Straße führt über das Gelände des alten Martenshofes.
Marthastraße, Südfriedhof
1889 nach der Ehefrau des Zimmermeisters Johannes Ströh, der die Straße baute, benannt.
* Martin-Martens-Straße,  Gaarden-Süd
1936 nach Martin Martens benannt. Martens stammte aus Wattenbek war ein junger Nationalsozialist und SS-Mitglied. Er kam 1931 bei einem Überfall auf ein sozialdemokratisches und kommunistisches Wohngebiet in Neumünster ums Leben. Seitdem galt er als Märtyrer für die Nationalsozialisten. Ein Platz in Neumünster und andere Orte wurden nach ihm benannt. Die Straße in Kiel wurde 1945 in Heckenrosenweg umbenannt.
* Marxstraße, Holtenau
1922 nach Karl Marx benannt, 1933 in Apenrader Straße umbenannt.
Maschhagen, Pries
1979 nach einem alten Flurnamen benannt.
Maßmannstraße, Stinkviertel
1902 nach Ferdinand Maßmann benannt, Fabrikant und Stadtverordneter von 1869 bis 1880.
Masurenring, Neumühlen-Dietrichsdorf
1962 nach der Landschaft Masuren benannt.
Mathildenstraße, Ellerbek
1877 wurde die Straße im Prokolltext der Gemeinderatssitzung erwähnt, 1878 erstmals im Kieler Adressbuch aufgeführt, benannt nach der Ehefrau des Ziegeleibesitzers Bleßmann, der die Straße baute.
Max-Eyth-Straße, Ravensberg
1979 nach Max Eyth benannt.

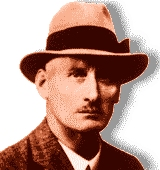
Max Giese

Max-Giese-Straße, Exerzierplatz, Hasseldieksdamm, Schreventeich
2004 nach Max Giese benannt.
Max-Planck-Straße, Südfriedhof
1963 nach Max Planck benannt.
Max-Reichpietsch-Platz,  Neumühlen-Dietrichsdorf
1999 nach Max Reichpietsch benannt.
Maybachstraße, Gaarden-Süd
angelegt als Friedrichsberg, 1923 erstmals im Kieler Adressbuch aufgeführt, 1928 wurde die Straße nach Albert von Maybach umbenannt.

## Me

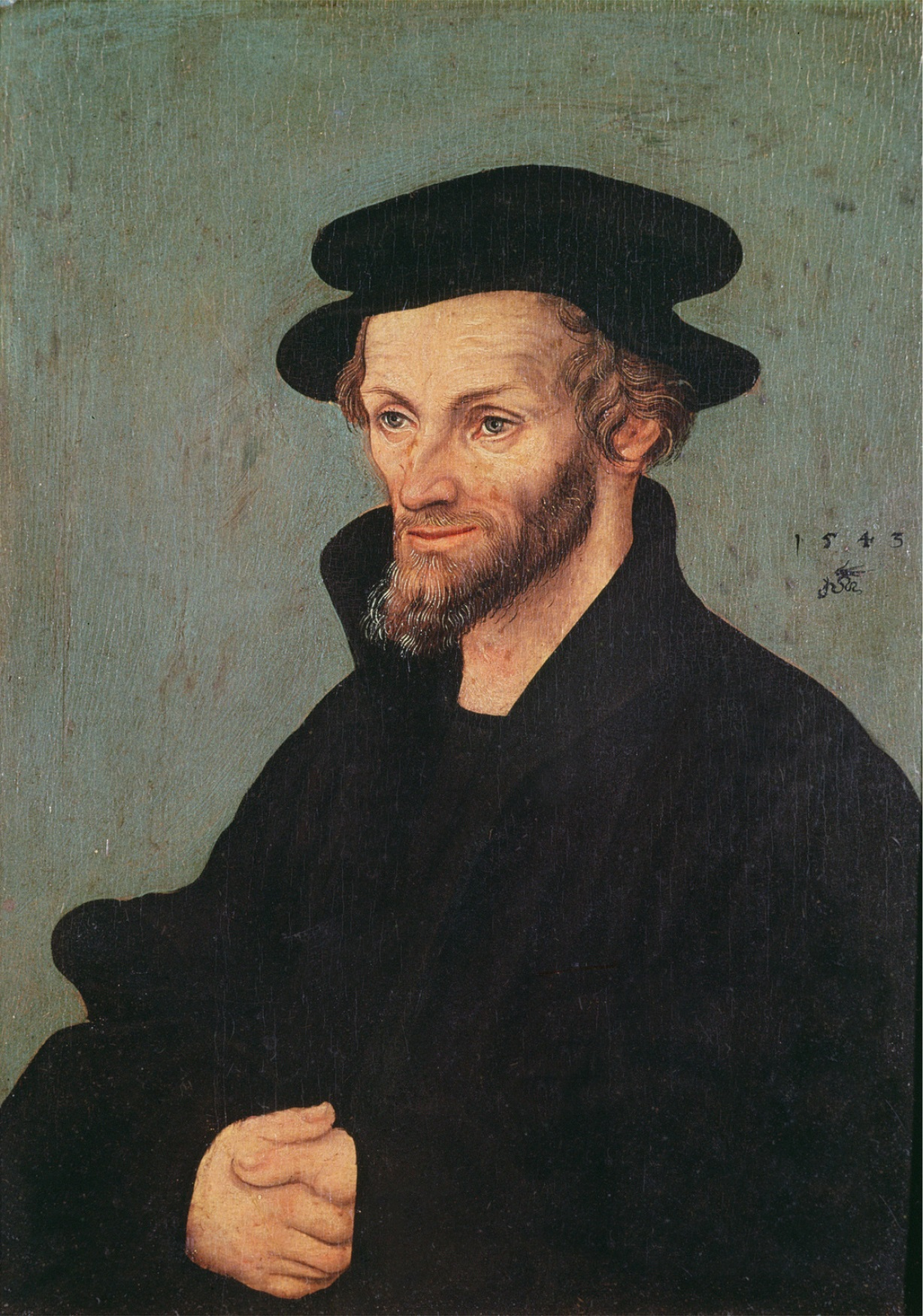
Philipp Melanchthon

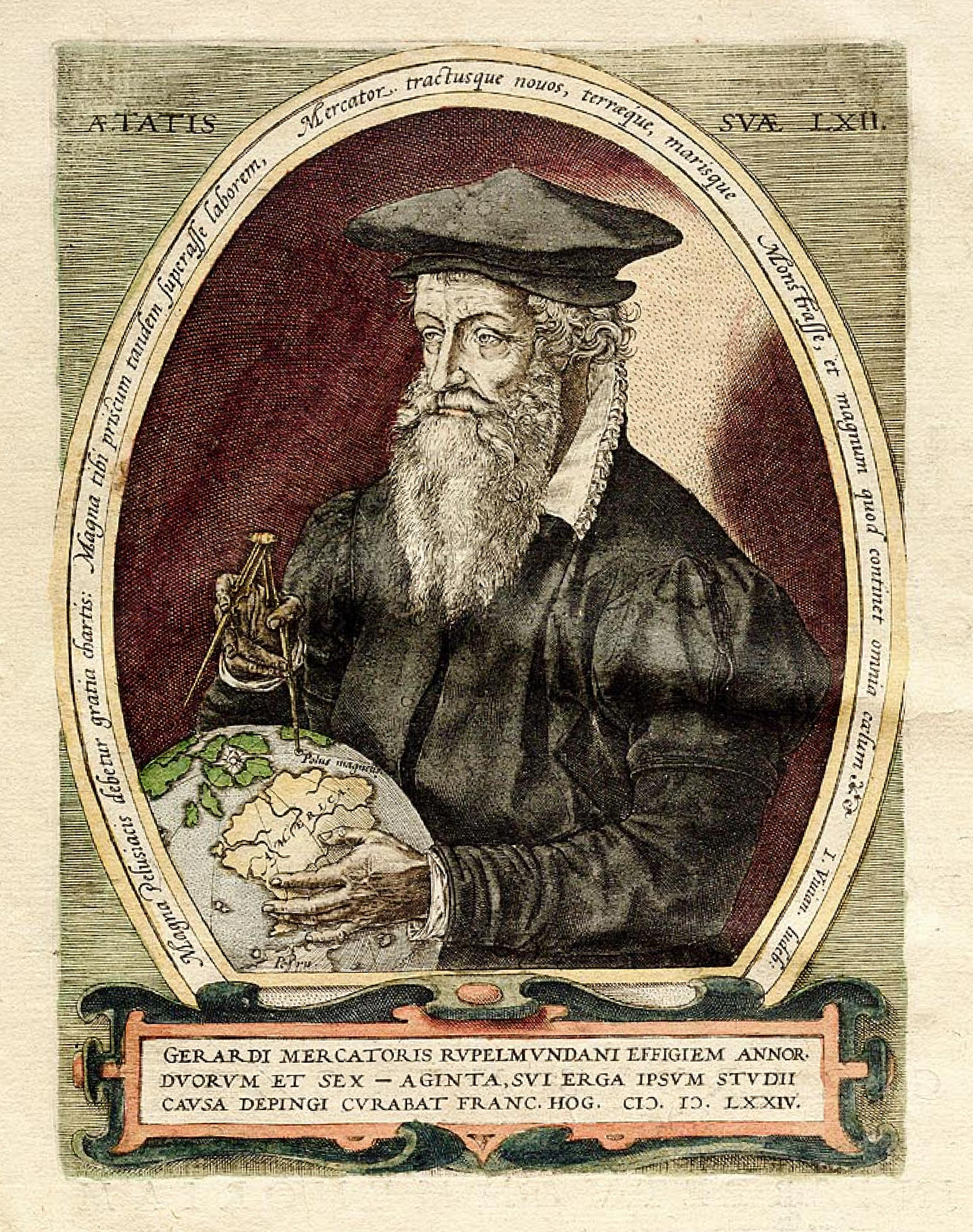
Gerhard Mercator

Mecklenburger Straße, Wik
von 1934 bis 1947 Scheerstraße, 1947 nach der norddeutschen Landschaft Mecklenburg benannt.
Medusastraße, Gaarden-Ost
1906 nach der Korvette Medusa benannt.
Meimersdorfer Moor, Moorsee, Meimersdorf
als Schwarzer Weg angelegt, 1954 im Kieler Stadtplan eingezeichnet, 1971 nach einer alten Flurbezeichnung in Meimersdorfer Moor umbenannt.
* Meimersdorfer Straße, Moorsee
1957 wurde der Name durch den Gemeinderat beschlossen, 1971 wurde die Straße in den Kieler Weg einbezogen.
Meimersdorfer Weg, Gaarden-Süd, Meimersdorf
1789 noch ohne Namen auf der Topographisch Militärischen Charte des Herzogtums Holstein (1789–1796) Nr. 21 von Major Gustav Adolf von Varendorf eingezeichnet – siehe Karte, 1925 erstmals im Kieler Adressbuch aufgeführt – Weg nach Meimersdorf.
* Meisenweg, Gaarden-Süd
1950 wurde der Name festgelegt, 1978 in Blaumeisenweg umbenannt.
* Meitzenstraße, Elmschenhagen
als Wellseer Weg angelegt, 1908 erstmals im Kieler Adressbuch aufgeführt, 1939 in Meitzenstraße umbenannt, 1945 in Schlehenkamp umbenannt.
Melanchthonstraße, Südfriedhof
1903 nach Philipp Melanchthon benannt.
Melsdorfer Feldweg, Hasseldieksdamm
1925 erstmals im Kieler Adressbuch aufgeführt – nach der Gemeinde Melsdorf benannt.
Melsdorfer Straße, Hasseldieksdamm
1789 noch ohne Namen auf der Topographisch Militärischen Charte des Herzogtums Holstein (1789–1796) Nr. 10 von Major Gustav Adolf von Varendorf eingezeichnet – siehe Karte, vor 1910 Im Dorfe / Dorfstraße, 1910 nach der Gemeinde Melsdorf umbenannt, 1976 wurde der Kronshagener Landweg in die Melsdorfer Straße einbezogen.
Mensingstraße, Pries
1940 nach Otto Mensing benannt.
Mercatorstraße, Wik
1964 nach Gerhard Mercator benannt.
* Meteorstraße, Wik
1904 nach dem Kanononboot Meteor benannt, 1977 wurde die Meteorstraße in die Herthastraße einbezogen.
Mettenhofer Weg, 1923 Hasseldieksdamm / 1963 Mettenhof
1923 erstmals im Kieler Adressbuch aufgeführt,
Mettenhofzubringer, Mettenhof
1989 wurde der Name für die Zufahrt zum Autobahnkreuz Kiel-West festgelegt, unter Einbeziehung des Endteils der Hofholzallee vor dem Skandinaviendamm.
Mettlachstraße, Südfriedhof, Hassee
1934 nach der Gemeinde Mettlach benannt.
Metzstraße, Schreventeich
1895 wurde der Name zur Erinnerung an die Einnahme der Festung Metz festgelegt.
Meyerhofstraße, Wik
1983 nach Dr. Otto Meyerhof benannt.

## Mi

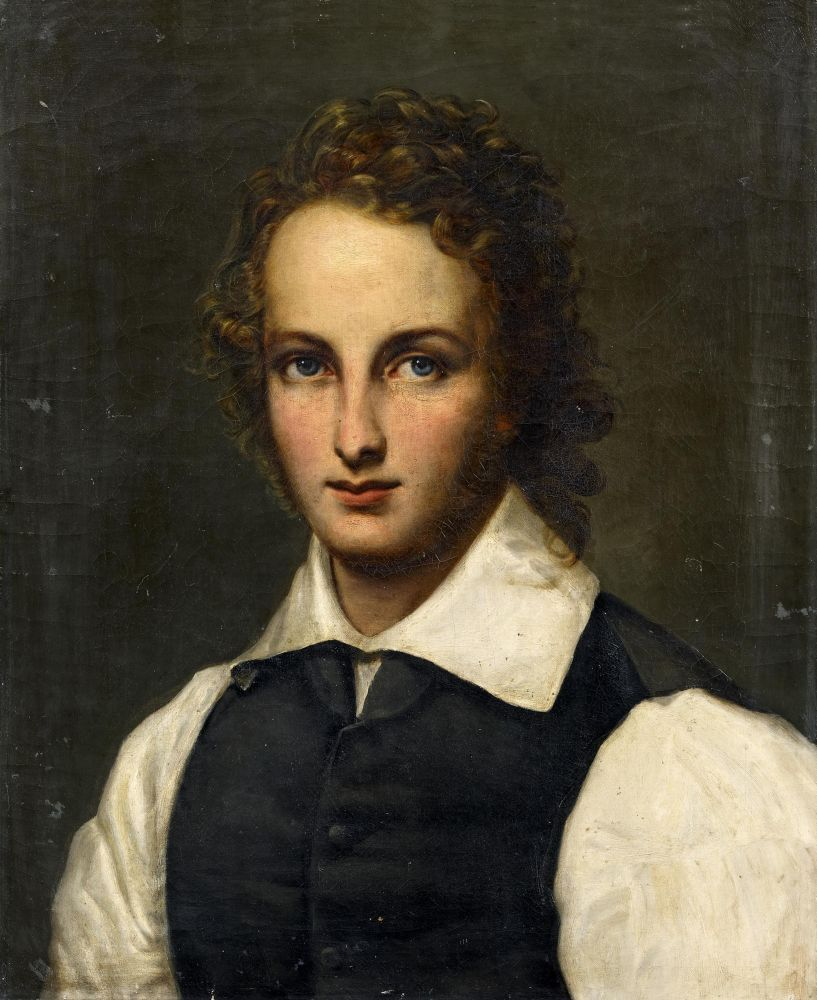
Gustav Adolf Michaelis

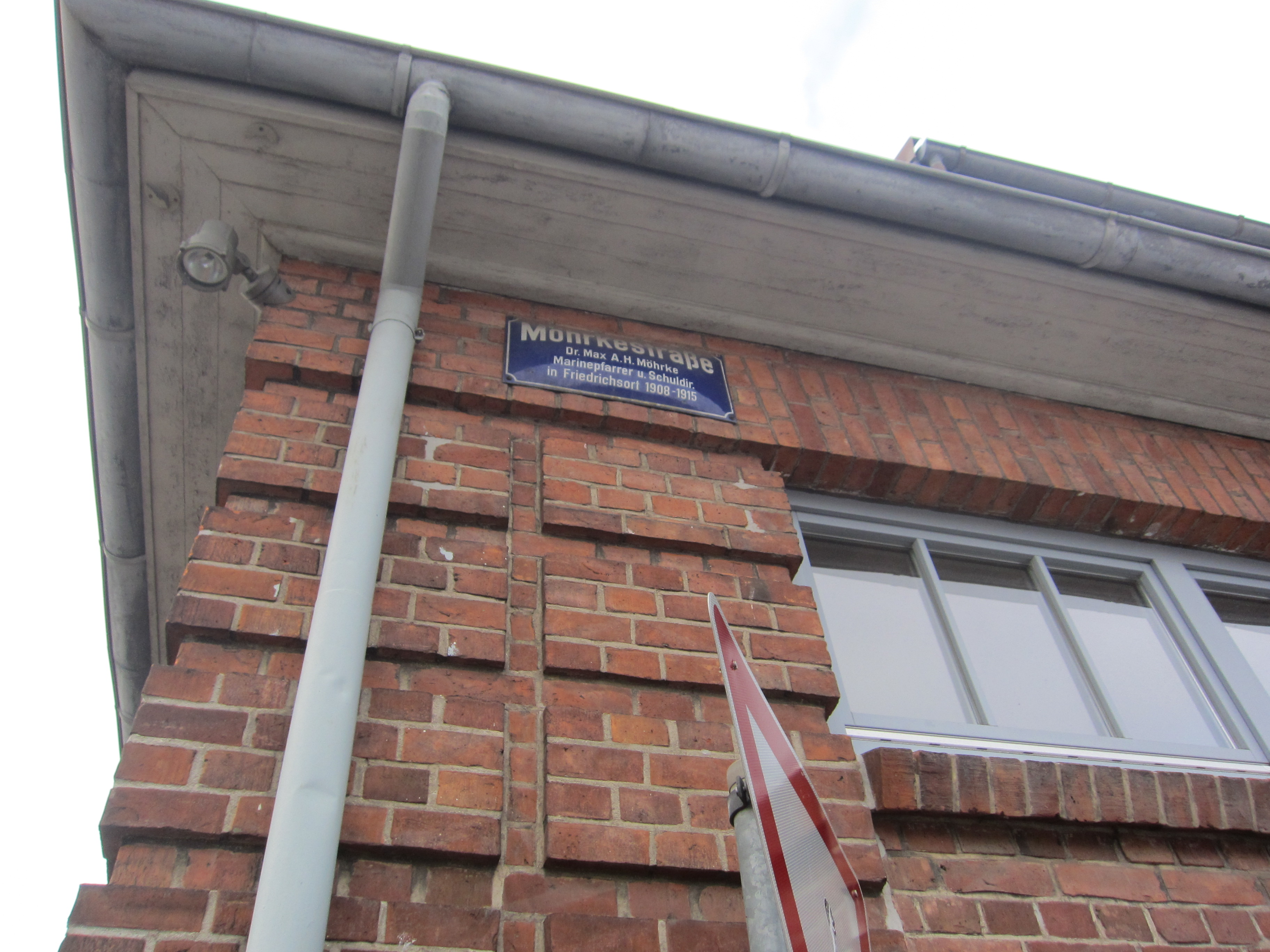
Straßenschild „Möhrkestraße“ mit Erklärung

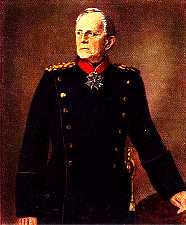
Generalfeldmarschall Moltke

Michaelisstraße, Düsternbrook
1986 nach Gustav Adolf Michaelis benannt.
Michelsenstraße, Südfriedhof
als Winterbeker Straße angelegt, 1853 noch ohne Namen im Stadtplan von Thalbitzer eingezeichnet, 1872 erstmals im Kieler Adressbuch aufgeführt, 1908 nach Major Sören Johann Dietrich Michelsen (17. April 1797 bis 25. April 1848) benannt – Kommandeur des Jägerkorps, Erhebung Schleswig-Holsteins 1848 der Schlacht von Bau fiel.
Minnastraße, Ellerbek
1875 erstmals im Kieler Adressbuch aufgeführt, nach einer Tochter des Ziegeleibesitzers Bleßmann benannt – Erbauer der Straße.
Mittelstraße, Damperhof
1872 die von den Volbehr'schen Erben parallel zum Jägersberg angelegten Straßen werden mit Mittelstraße und Teichstraße bezeichnet.
* Mittelstraße, Ellerbek
1878 im Protokolltext der Gemeinderatssitzung erwähnt, 1896 erstmals im Kieler Adressbuch aufgeführt, 1910 in Klosterstraße umbenannt.
* Mittelweg, Elmschenhagen
1923 erstmals im Kieler Adressbuch aufgeführt, 1939 in Boldhorn umbenannt.
* Mittelweg, Friedrichsort
1923 erstmals im Kieler Adressbuch aufgeführt, 1958 wurde die Straße in einen Wohnweg ohne Benennung umgewandelt.
Möhlenrung, Moorsee
2005 nach einem alten Flurnamen benannt.
Möhrkestraße, Friedrichsort
als Schulstraße angelegt, 1923 erstmals im Kieler Adressbuch aufgeführt, 1925 nach Dr. Max A.H. Möhrke umbenannt – Möhrke war Schuldirektor sowie von 1908 bis 1915 Marinepfarrer der Garnison in Friedrichsort.
Möllenholt, Suchsdorf
1978 nach einer alten niederdeutschen Flurbezeichnung benannt – Möllenholt = Mühlenholz.
* Möllerstraße, Wellingdorf
1903 wurde der Name der Straße durch den Gemeinderat beschlossen, 1910 wurde die Straße in die Wischhofstraße einbezogen.
Möllingstraße, Exerzierplatz
1889 nach Heinrich Johannes Georg Mölling benannt.
Mönweg, Mettenhof
1965 nach der dänischen Insel Mön benannt.
Möwenweg, Schilksee
1962 wurde der Name der Straße in der Ratsversammlung festgelegt.
Mohnstieg, Meimersdorf
2008 wurde der Name der Straße in der Ratsversammlung festgelegt – nimmt Bezug auf den Begriff Meimersdorf-Gartenstadt.
Moltkestraße, Düsternbrook
1891 nach Helmut Graf von Moltke benannt.
Monsberg, Pries
1903 nach einer alten Flurbezeichnung festgelegt.
Moorblek, Russee
1965 nach einer Flurbezeichnung festgelegt.
Moorblöcken, Neumühlen-Dietrichsdorf
als Augustenstraße angelegt, 1894 erstmals im Adressbuch Gaarden-Ost aufgeführt, 1925 nach einer alten Flurbezeichnung in Moorblöcken umbenannt.
Moorkamp, Steenbek-Projensdorf
1962 nach einer alten Flurbezeichnung festgelegt.
* Moorseeweg, Meimersdorf, Moorsee
1949 erstmals im Kieler Adressbuch aufgeführt, 1971 in Moorseer Weg umbenannt.
Moorseer Weg, Meimersdorf, Moorsee
als Moorseeweg angelegt, 1949 erstmals im Kieler Adressbuch aufgeführt, 1971 nach der Gemeinde Moorsee in Moorseer Weg umbenannt.
* Moorseer Weg, Wellsee
1936 erstmals im Kieler Adressbuch aufgeführt, 1971 wurde die Straße in die Segeberger Landstraße einbezogen.
Moorteichwiese, Südfriedhof
1938 erstmals im Kieler Adressbuch aufgeführt, 1970 einschließlich Johann-Meyer-Park.

## Mu
Mühlenbach, Vorstadt
1799 die Straße ist erstmals im Taschenbuch für die Einwohner der Stadt Kiel aufgeführt – Die Straße liegt auf dem zugeschütteten ehemaligen Mühlenbach.
Mühlenbrook, Wik
1906 nach einer Gemarkung benannt.
Mühlendamm, Südfriedhof, Hassee
1995 wurde die von der Saarbrückenstraße abzweigende Zufahrt zum Cittimarkt/Mediamarkt mit Mühlendamm bezeichnet – Mühlendamm, da die Straße parallel zum Mühlenweg verläuft.
Mühlenkamp, Russee
1951 nach einer früheren Windmühle benannt.
* Mühlenkamp, Schilksee
1959 erstmals im Kieler Adressbuch aufgeführt, 1962 in Langenfelde umbenannt.
Mühlenstraße, Gaarden-Ost
1878 erstmals im Kieler Adressbuch aufgeführt – In der Mühlenstraße stand bis zum Jahr 1906 eine Windmühle.
* Mühlenstraße, Neumühlen-Dietrichsdorf
1893 im Protokolltext der Gemeinderatssitzung als Kolonie Baltische Mühle erwähnt, 1894 erstmals im Adressbuch Gaarden-Ost aufgeführt, 1904 in Mühlenstraße umbenannt, 1925 in Steinkamp umbenannt.
Mühlenteich, Gaarden-Süd
1878 als Hinterm Teich im Adressbuch erwähnt, 1911 erstmals im Kieler Adressbuch aufgeführt – Am Mühlenteich wurde früher eine Wassermühle betrieben.
Mühlenweg, Südfriedhof, Schreventeich, Ravensberg
1873 erstmals im Kieler Adressbuch aufgeführt, 1880 führte der Mühlenweg vom Hasseer Weg, Hasseldieksdammer Weg, Kronshagener Weg, Eckernförder Chaussee zur Knooper Landstraße,
* Mühlenweg, Wellsee
1956 Beratung im Gemeinderat über Aufstellung von Stoppschildern im Mühlenweg, 1971 in Sandkoppel umbenannt.
* Müller-Emden-Straße, Ravensberg
1938 nach Karl von Müller, dem Kapitän der „Emden“, benannt, 1947 in Professor-Anschütz-Straße umbenannt.
* Müllerweg, Wik
1934 ist die Straße im Kasernengelände der Wik in einer Karte der Stadtvermessungsabteilung eingezeichnet, 1947 in Leipziger Straße umbenannt.

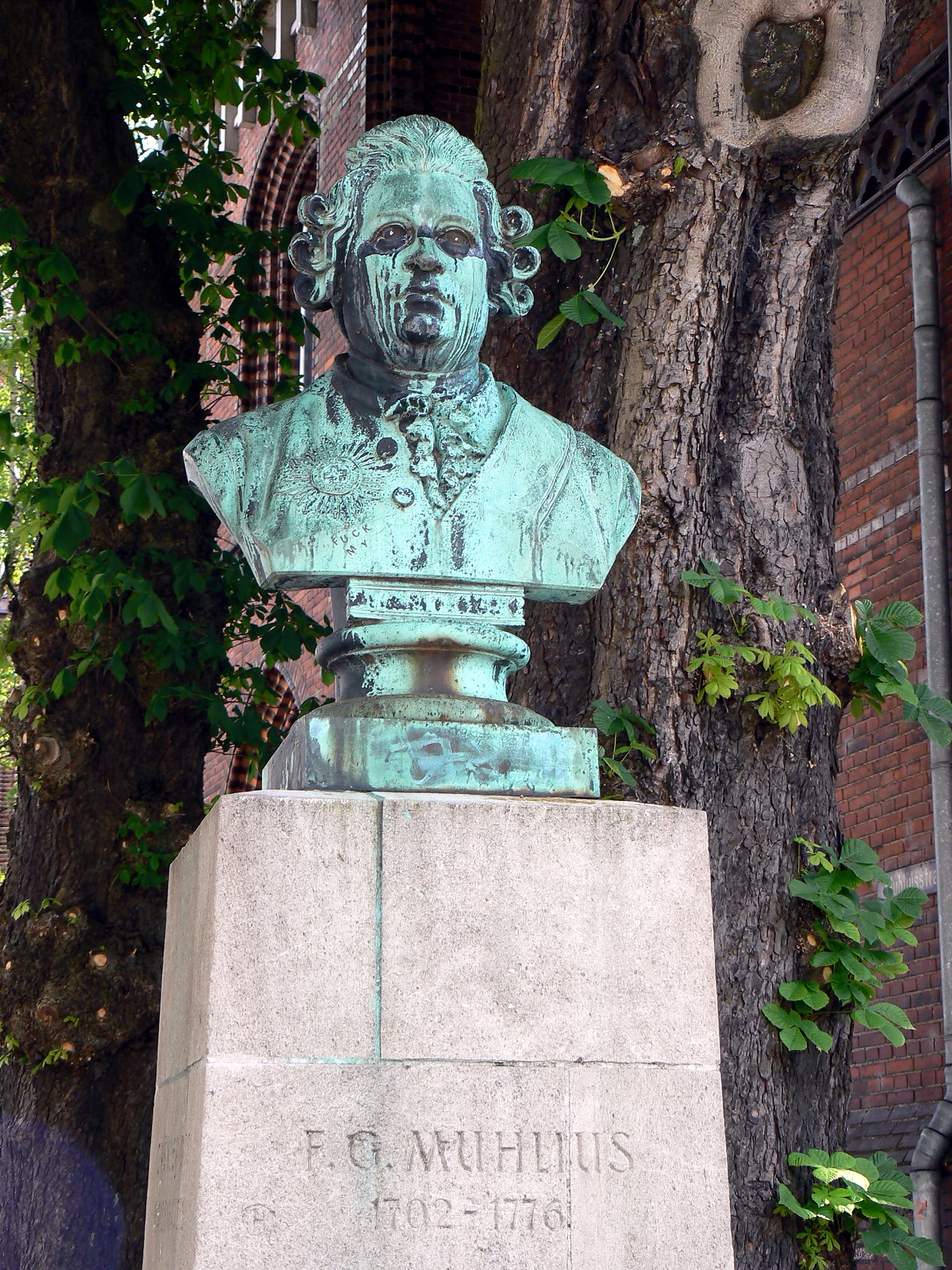
Muhlius-Büste

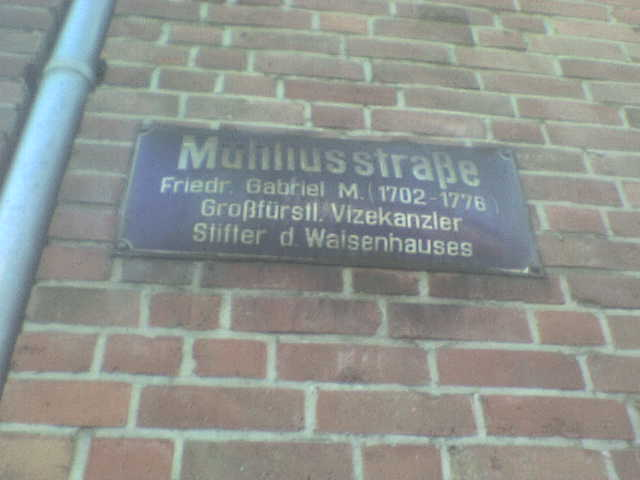
Straßenschild Muhliusstraße mit Erklärung

Muhliusstraße, Damperhof, Exerzierplatz
1853 noch ohne Namen im Stadtplan von Thalbitzer eingezeichnet, 1872 erstmals im Kieler Adressbuch aufgeführt – nach Friedrich Gabriel Muhlius (7. März 1702 bis 7. Februar 1776) benannt.
Musäusplatz, Ravensberg
1979 nach Peter Musäus benannt.
* Muschelkate, Holtenau
1923 erstmals im Kieler Adressbuch aufgeführt, 1930 wurde die Straße in den Voßbrook einbezogen.
Muschelweg, Schilksee
1962 wurde der Name in der Ratsversammlung festgelegt.